# Eleccions legislatives daneses de 1939
Les eleccions legislatives daneses de 1939 se celebraren el 3 d'abril de 1939 (el 19 d'abril a les illes Fèroe). Guanyaren els socialdemòcrates novament i formaria novament govern Thorvald Stauning
| Partit                       | Líder        | Vots           | %              | Escons         | +/-            |                |
| ---------------------------- | ------------ | -------------- | -------------- | -------------- | -------------- | -------------- |
| Socialdemokratiet            |              | 762,619        | 42,9%          | 64             | -4             |                |
| Venstre                      |              | 309,355        | 18,2%          | 30             | +2             |                |
| Det Konservative Folkeparti  |              | 301,625        | 17,8%          | 26             | +0             |                |
| Det Radikale Venstre         |              | 161,834        | 9,5%           | 14             | +0             |                |
| Det Frie Folkeparti          |              | 50,829         | 3,0%           | 4              | -1             |                |
| Danmarks Kommunistiske Parti |              | 40,893         | 2,4%           | 3              | +1             |                |
| Danmarks Retsforbund (E)     |              | 33,783         | 2,0%           | 3              | -1             |                |
| DNSAP                        |              | 31,032         | 1,8%           | 3              | +3             |                |
| Schleswigsche Partei (S)     |              | 15,016         | 0,9%           | 1              | +0             |                |
| Nationalt Samvirke           |              | 17,350         | 1,0%           | 0              | +0             |                |
| Dansk Samling                |              | 8,533          | 0,5%           | 0              | +0             |                |
| Sambandsflokkurin            |              | 2.180          |                | 1              | -1             |                |
| Javnaðarflokkurin            |              | 1.353          |                | 0              | +0             |                |
| Sjálvstýrisflokkurin         |              | 314            |                | 0              | +0             |                |
| Total                        | Total        |                |                | 149            |                |                |
| Participació                 | Participació | 79,2%          | 79,2%          | 79,2%          | 79,2%          | 79,2%          |
| Font                         | Font         | Folketinget.dk | Folketinget.dk | Folketinget.dk | Folketinget.dk | Folketinget.dk |